# Coccoloba caravellae
Coccoloba caravellae Sastre & Fiard – gatunek rośliny z rodziny rdestowatych (Polygonaceae Juss.). Występuje endemicznie na Martynice. 

## Morfologia
PokrójZimozielone drzewo lub krzew dorastające do 3–10 m wysokości.
LiścieMają prawie okrągły kształt. Mierzą 20–30 cm długości oraz 12–35 cm szerokości. Są skórzaste. Nasada liścia jest sercowata. Blaszka liściowa jest o tępym wierzchołku. Ogonek liściowy jest owłosiony i dorasta do 5–10 mm długości. Gatka jest owłosiona i mierzy 8–12 mm.
KwiatyRozdzielnopłciowe, zebrane w grona, rozwijają się na szczytach pędów. Dorastają do 15–20 cm długości. Okwiat nie jest rozróżniany na kielich i koronę. Jego listki mają owalny kształt i zielonkawą barwę.
OwoceMaja jajowaty kształt. Osiągają 10 mm średnicy.

## Biologia i ekologia
Rośnie w lasach namorzynowych.